# Estornell de l'illa de Norfolk
L'estornell de l'illa de Norfolk (Aplonis fusca) és un ocell extint de la família dels estúrnids (Sturnidae).

## Hàbitat i distribució
Habitava les illes de Lord Howe i Norfolk.